# هلند شمالی
هلند شمالی (به هلندی: Noord-Holland) یک استان هلند است که در دریای شمال و در شمال غربی این کشور قرار گرفته‌است.
مرکز این استان هارلم و بزرگترین شهر این استان آمستردام است.